# Murray Wilson
Murray Charles Wilson, född 7 november 1951, är en kanadensisk före detta professionell ishockeyforward som tillbringade sju säsonger i den nordamerikanska ishockeyligan National Hockey League (NHL), där han spelade för ishockeyorganisationerna Montreal Canadiens och Los Angeles Kings. Han producerade 189 poäng (94 mål och 95 assists) samt drog på sig 162 utvisningsminuter på 386 grundspelsmatcher. Wilson spelade också för Nova Scotia Voyageurs i American Hockey League (AHL) och Ottawa 67's i Ontario Hockey Association (OHA-Jr.).
Han draftades av Montreal Canadiens i första rundan i 1971 års draft som elfte spelare totalt. Wilson vann fyra Stanley Cup-titlar med dem för säsongerna 1972–1973, 1975–1976, 1976–1977 och 1977–1978. För de tre första titlarna blev han ingraverad med namnet Murry Wilson på Stanley Cup-pokalen och för den fjärde skulle han egentligen inte få sitt namn ingraverad på den eftersom han spelade endast tolv matcher på grund av en ländryggsoperation och efterföljande rehabilitering. Canadiens beslutade att skicka in en begäran till NHL om att hans namn skulle få vara med på pokalen trots allt, en begäran som accepterades av NHL.
För säsongen 1978–1979 blev han skickad till Los Angeles Kings och spelade endast 58 av 80 matcher för dem på grund av att sin nyfödda dotter uppvisade allvarliga hälsoproblem. Han tvingades lägga av på sensommaren 1979 på grund av återkommande problem med ländryggen. Sedan 2000 är han expertkommentator i Canadiens engelskspråkiga radiokanal som refererar deras matcher under spelad säsong.
Wilson är äldre bror till den före detta ishockeybacken Doug Wilson som spelade själv i NHL och utsågs till NHL:s bästa back för säsongen 1981–1982. Brodern var också general manager för San Jose Sharks mellan 2003 och 2022.

## Statistik
| 1968–1969      | Ottawa 67's           | OHA-Jr.        | 24  | 7  | 11 | 18  | 8   | —  | — | —  | —  | —  |
| 1969–1970      | Ottawa 67's           | OHA-Jr.        | 46  | 24 | 26 | 50  | 48  | 7  | 2 | 2  | 4  | 10 |
| 1970–1971      | Ottawa 67's           | OHA-Jr.        | 44  | 26 | 32 | 58  | 36  | 11 | 5 | 2  | 7  | 8  |
| 1971–1972      | Nova Scotia Voyageurs | AHL            | 65  | 11 | 21 | 32  | 30  | 15 | 2 | 7  | 9  | 11 |
| 1972–1973      | Montreal Canadiens    | NHL            | 52  | 18 | 9  | 27  | 16  | 16 | 2 | 4  | 6  | 6  |
| 1973–1974      | Montreal Canadiens    | NHL            | 72  | 17 | 14 | 31  | 26  | 7  | 2 | 3  | 5  | 6  |
| 1974–1975      | Montreal Canadiens    | NHL            | 73  | 24 | 18 | 42  | 44  | 5  | 0 | 3  | 3  | 4  |
| 1975–1976      | Montreal Canadiens    | NHL            | 59  | 11 | 24 | 35  | 36  | 12 | 1 | 1  | 2  | 6  |
| 1976–1977      | Montreal Canadiens    | NHL            | 60  | 13 | 14 | 27  | 26  | 14 | 1 | 6  | 7  | 14 |
| 1977–1978      | Montreal Canadiens    | NHL            | 12  | 0  | 1  | 1   | 0   | —  | — | —  | —  | —  |
| 1978–1979      | Los Angeles Kings     | NHL            | 58  | 11 | 15 | 26  | 14  | 1  | 0 | 0  | 0  | 0  |
| NHL totalt     | NHL totalt            | NHL totalt     | 386 | 94 | 95 | 189 | 162 | 53 | 5 | 14 | 19 | 32 |
| OHA-Jr. totalt | OHA-Jr. totalt        | OHA-Jr. totalt | 114 | 57 | 69 | 126 | 92  | 18 | 7 | 4  | 11 | 18 |